# Roman Maksymiuk
Roman Wasylowycz Maksymiuk, ukr. Роман Васильович Максимюк, ros. Роман Васильевич Максимюк, Roman Wasiljewicz Maksimiuk (ur. 14 czerwca 1974 we wsi Bitków, w obwodzie iwanofrankiwskim, Ukraińska SRR) – ukraiński piłkarz, grający na pozycji pomocnika (wcześniej napastnika), reprezentant Ukrainy.

## Kariera piłkarska

### Kariera klubowa
W 1991 rozpoczął karierę piłkarską w drużynie Prykarpattia Iwano-Frankowsk. Potem wrócił do domu, gdzie bronił barw klubu Beskyd Nadwórna, skąd przeszedł do Krystału Czortków. W sezonie 1994/95 występował w CSKA Kijów, który potem zmienił nazwę na CSKA-Borysfen Boryspol. W 1995 wrócił do Prykarpattia Iwano-Frankowsk. W 1998 był zaproszony do klubu Zenit Petersburg, z którym zdobył puchar Rosji w 1999. Następnie przeszedł do Dynama Kijów, z którym został Mistrzem Ukrainy w 2000. Jednak kariera w Dynamie nie udała się, rozegrał tylko 7 spotkań w podstawowym składzie, a potem występował w drugiej drużynie Dynama. W 2001 zmienił klub na Dnipro Dniepropetrowsk, skąd w 2005 przeszedł do Wołyni Łuck. Od lata 2008 bronił barw kazachskiego FK Atyrau, a od 2009 Kazakmys Sätbajew. W marcu 2010 po zakończeniu kontraktu z klubem powrócił do Ukrainy, gdzie został piłkarzem Czornomorca Odessa. W lipcu 2010 ponownie wrócił do Wołyni Łuck. 11 grudnia 2011 roku w wieku 37 lat i 6 miesięcy rozegrał ostatni swój profesjonalny mecz, po czym ogłosił o odejściu na emeryturę.

### Kariera reprezentacyjna
19 sierpnia 1998 zadebiutował w reprezentacji Ukrainy w spotkaniu towarzyskim z Gruzją wygranym 4:0. Łącznie rozegrał 5 gier reprezentacyjnych, we wszystkich wchodził na boisko w drugiej połowie meczu.

## Kariera trenerska
Po zakończeniu kariery piłkarza rozpoczął pracę szkoleniowca. W lipcu 2015 dołączył do sztabu szkoleniowego odrodzonego Weresu Równe, ale w październiku przez stan zdrowia zrezygnował z pracy w klubie. W styczniu 2017 stał na czele FK Tarnopol, ale po pięciu dniach współpraca została przerwana.

## Sukcesy i odznaczenia

### Sukcesy klubowe
- brązowy medalista Mistrzostw Ukrainy: 2001, 2004
- zdobywca Pucharu Rosji: 1999